# Jan Křivda
Jan Křivda (6. srpna 1913 Uherský Brod – 16. prosince 1940 East Wretham) byl český armádní pilot, příslušník 311. československé bombardovací perutě a oběť druhé světové války.

## Život

### Před druhou světovou válkou
Jan Křivda se narodil 6. srpna 1913 v Uhreském Brodě v rodině kolářského mistra Karla Křivdy a Marie Křivdové jako nejmladší z jejich šesti dětí. Vyučil se obchodním příručím. V rodném městě založil pobočku Masarykovy letecké ligy a organizoval besedy o letectví. Společně s Františkem Louckým uspořádal v roce 1930 u Nivnice letecký den. Během prezenční vojenské služby nastoupil do Školy pro letecký dorost v Prostějově, následně sloužil u leteckých pluků ve Kbelích a Nitře.

### Druhá světová válka
Po německé okupaci opustil Jan Křivda společně s Františkem Louckým a Vladimírem Kubíčkem v prosinci 1939 ilegálně Protektorát Čechy a Morava a přes Slovensko a Rumunsko přesunul se do Francie, kde byl 3. února 1940 prezentován v Agde u zde vznikající československé zahraniční jednotky. Po pádu Francie v červnu téhož roku se na norské uhelné lodi evakuoval do Spojeného království, kde vstoupil do Royal Air Force, byl zařazen ke 311. československé bombardovací peruti a začal létat jako pilot. Dne 16. prosince 1940 při startu na nálet na Mannheim zahynul při letecké nehodě. Z důvodu technické závady, kdy začal vynechávat jeden z motorů, se piloti rozhodli k návratu stroje Vickers Wellington Mk.IC T2577 KX-G na letiště East Wretham. Návrat se nezdařil a letoun, který nemohl udržet výšku, se zřítil dvacet minut po startu v blízkosti letiště. Kromě Jana Křivdy zahynuli ještě Jiří Janoušek a Jaroslav Toul. Dne 20 prosince 1940 byli pohřbeni na hřbitově u kostela Všech Svatých v Honingtonu.

## Rodina
Rodina Jana Křivdy byla v roce 1940 zatčena Gestapem. Jeho otec Karel Křivda díky svému špatnému zdravotnímu stavu věznění nepřežil, matku Marii Křivdovou propustili po srdečním kolapsu. Jeho bratr Karel Křivda, který byl známým uherskobrodským fotografem, se z vězení vrátil až po několika letech.

## Posmrtná ocenění
- Janu Křivdovi byly in memoriam uděleny Československý válečný kříž 1939 a Československá medaile Za chrabrost před nepřítelem
- Jan Křivda byl v roce 1991 in memoriam povýšen do hodnosti plukovníka
- Na letištní budově v Nitře, kde Jan Křivda sloužil, mu byla odhalena pamětní deska[2]